# Conversor marciano

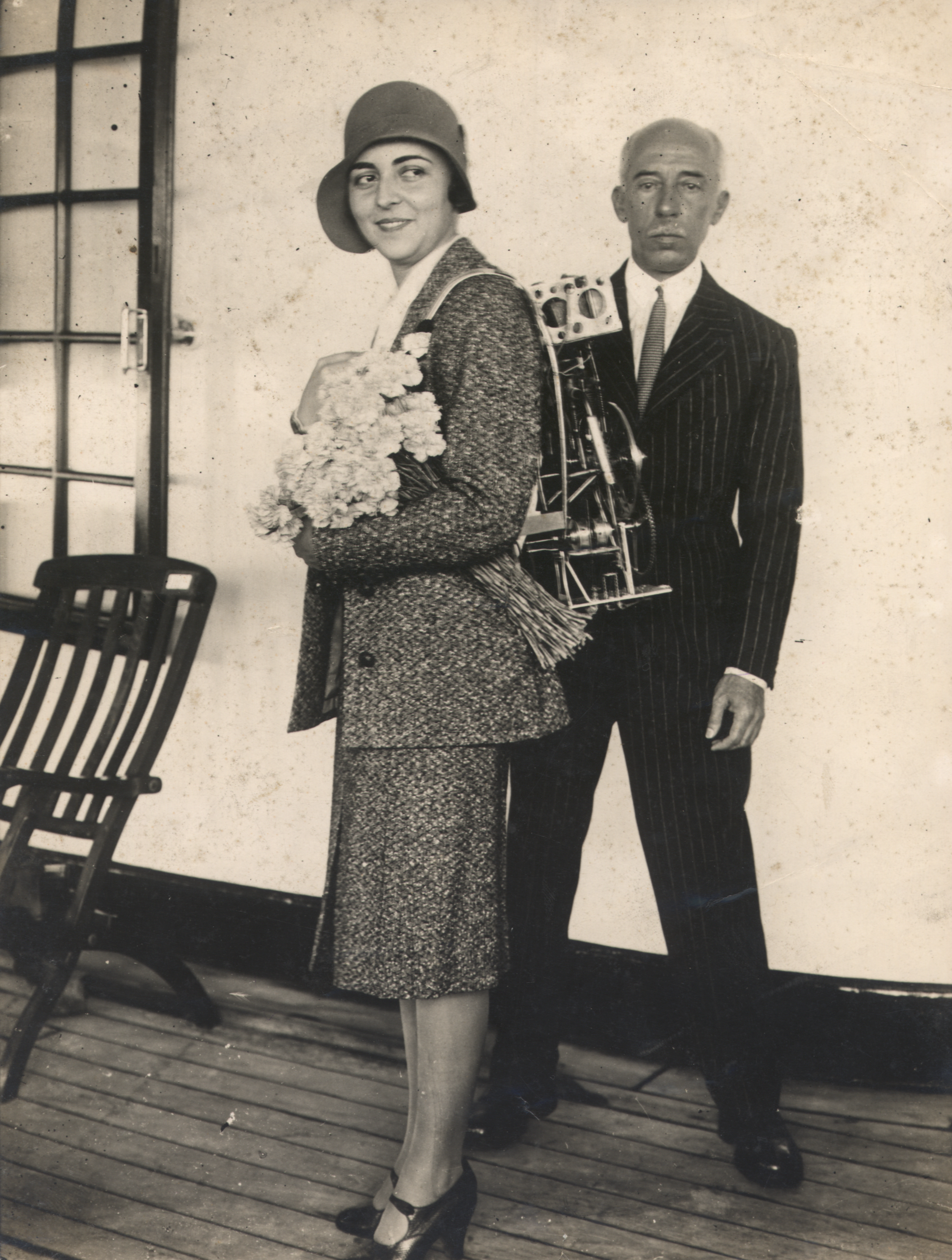
Yolanda Penteado demonstra o conversor marciano; atrás, Santos Dumont.

Conversor marciano, ou transformador marciano, é uma invenção de Alberto Santos Dumont para auxiliar alpinistas. O equipamento era colocado nas costas, como uma mochila, e, ao se ligar uma hélice motorizada, reduzia o peso do corpo na subida de montanhas. O nome deste que foi considerado um "estranho aparelho" vem da ideia de Santos Dumont de reproduzir a gravidade de Marte, mais baixa do que a da Terra.
Santos Dumont realizou em 1932 uma demonstração do equipamento no Museu Nacional.
Considera-se que, com o advento dos teleféricos, o invento tenha se tornado obsoleto e tido impacto econômico negativo para seu criador.

## Galeria

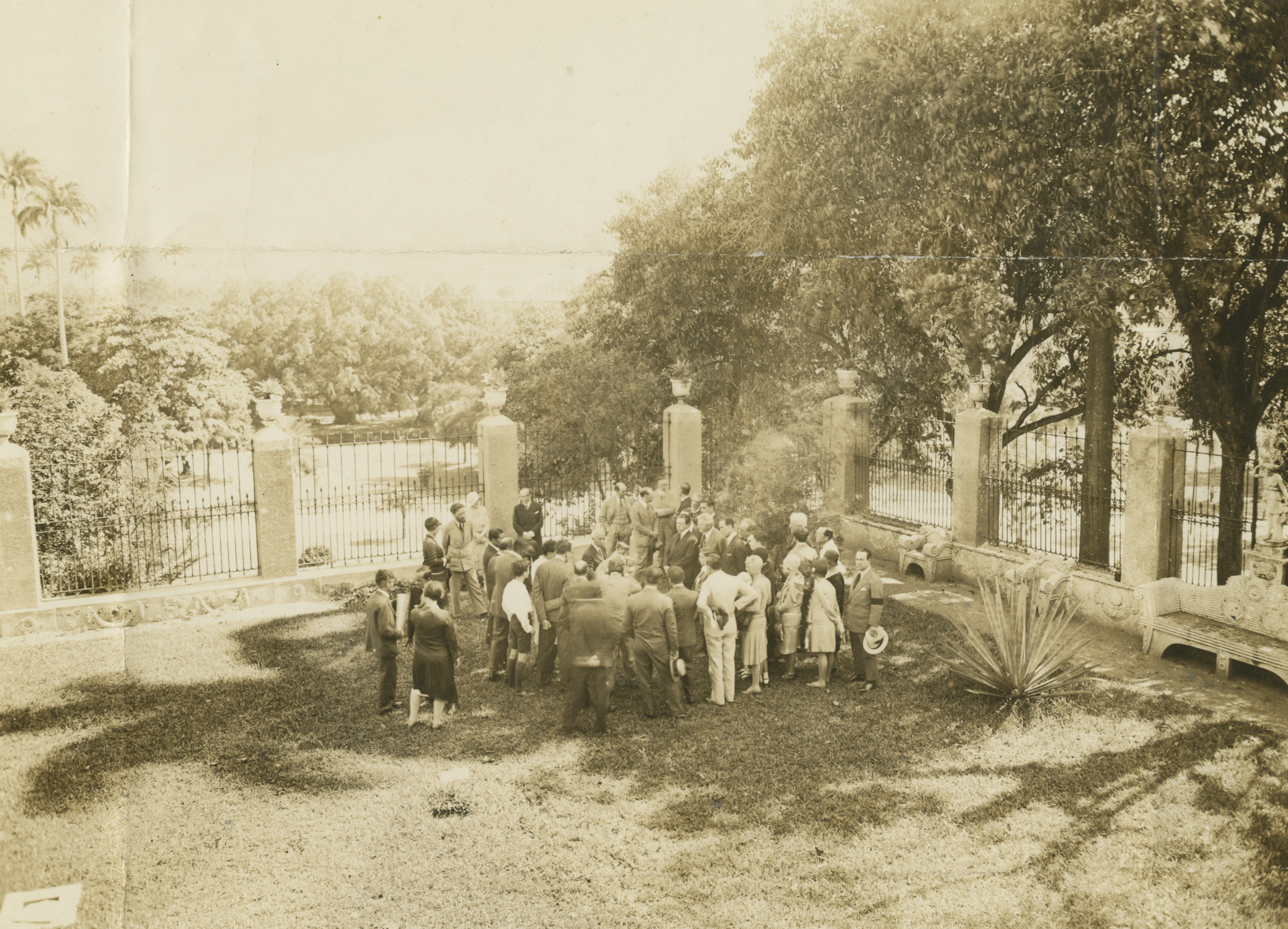
No Museu Nacional, Santos Dumont expôs sua invenção, em 1932.
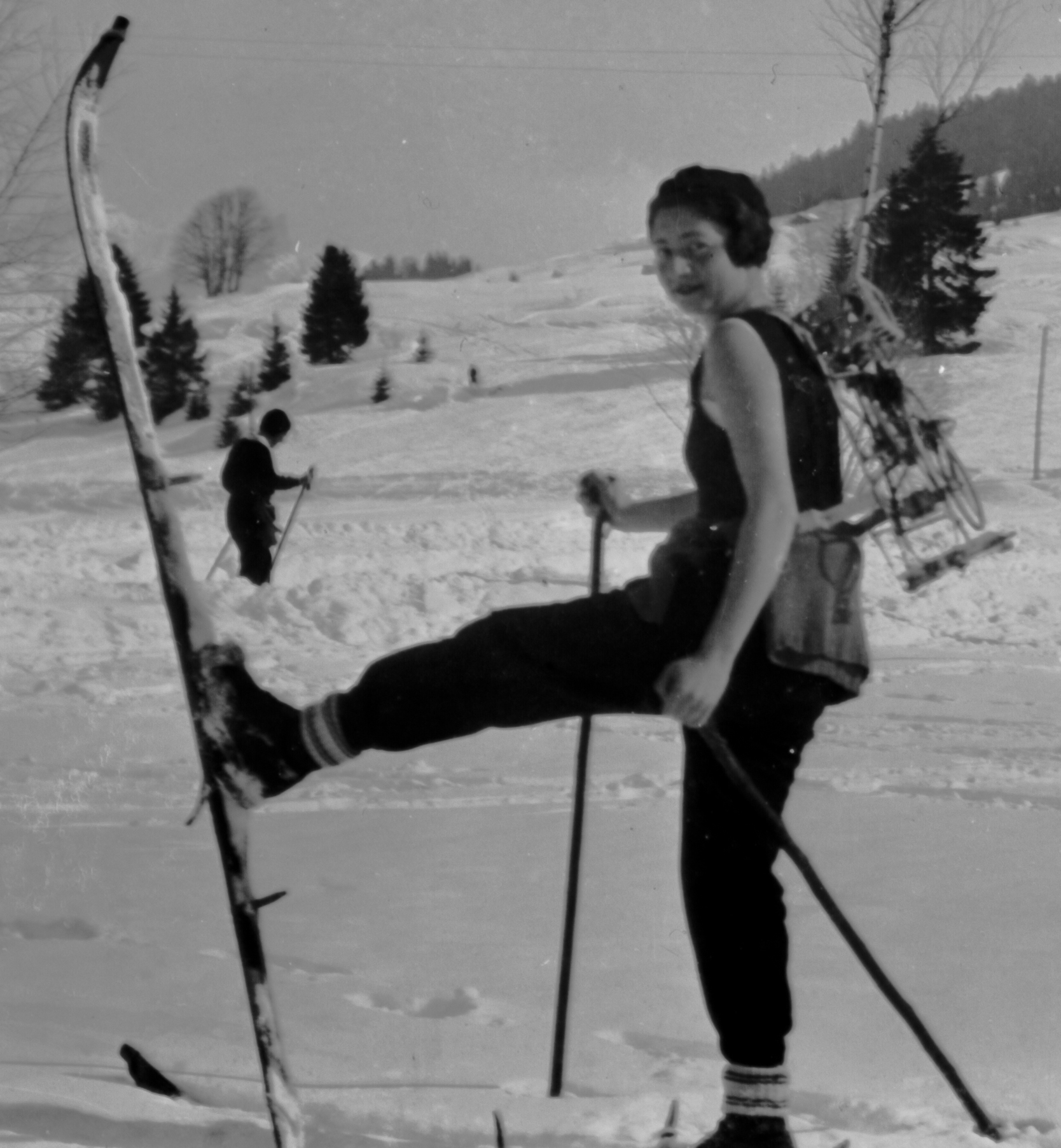
Teste do equipamento, em 1926.
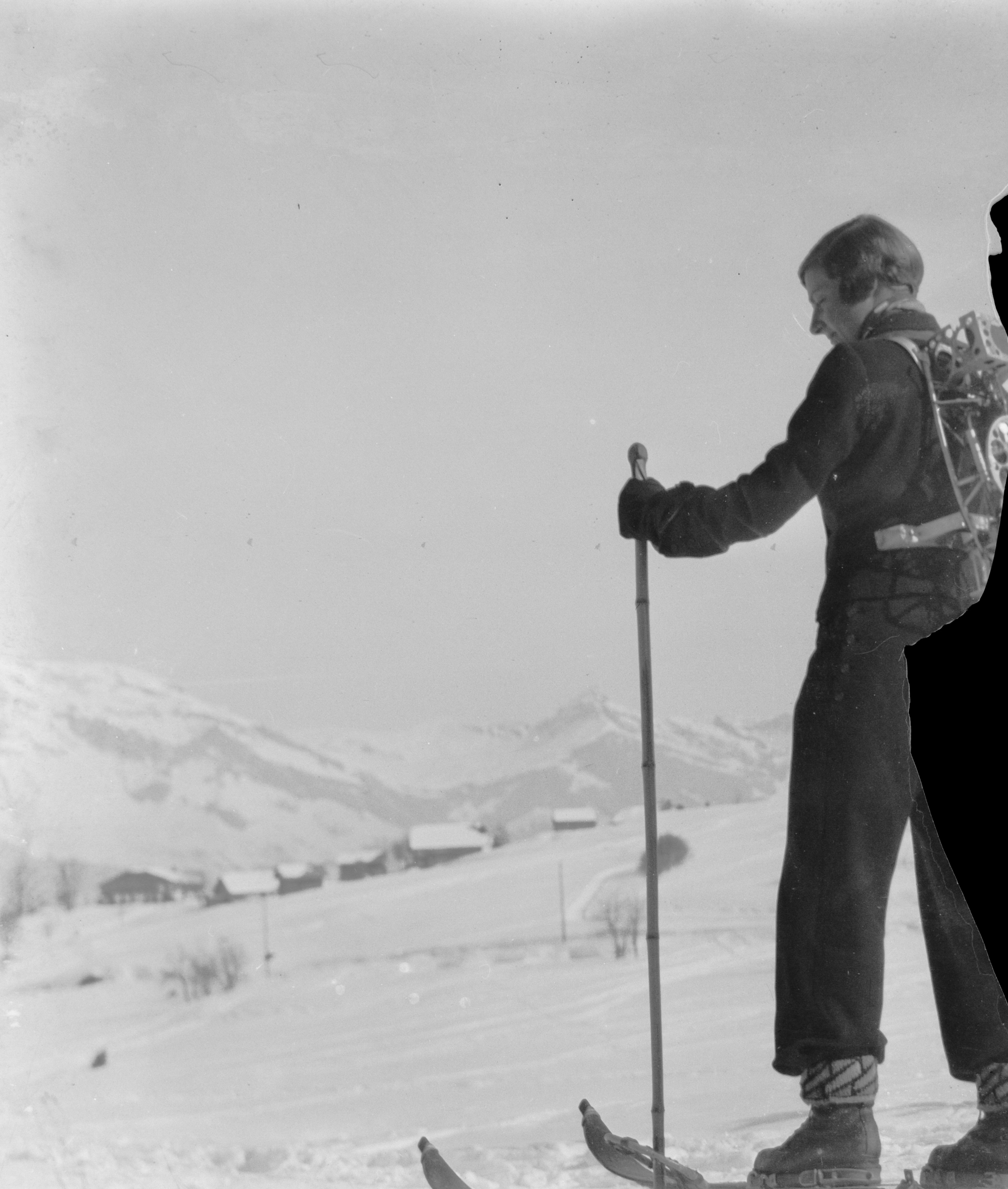
Uso experimental do conversor marciano, em 1926.